# Гейг (Британська Колумбія)
Гейг — населений пункт у Британській Колумбії. Він був названий на честь Дугласа Гейга, 1-го графа Гейга, британського старшого офіцера часів Першої світової війни